# Encentrum orthodactylum
Encentrum orthodactylum är en hjuldjursart som beskrevs av Wulfert 1936. Encentrum orthodactylum ingår i släktet Encentrum och familjen Dicranophoridae. Inga underarter finns listade i Catalogue of Life.